# UHD 문화기행 낭만 오디세이
《UHD 문화기행 낭만 오디세이》는 매주 일요일 오전 10시 10분에 KBS 1TV로 방송했던 한국방송공사의 텔레비전 프로그램이었다.

## 기획 의도
예술과 여행의 만남, 낭만 오디세이. 음악, 미술 등 예술의 발자취를 찾아 떠나는 문화기행 프로그램이었다. 

## 방송 시간
| 방송 채널 | 방송 기간                        | 방송 시간                      | 방송 분량 |
| --------- | -------------------------------- | ------------------------------ | --------- |
| KBS 1TV   | 2017년 6월 11일 ~ 2017년 9월 3일 | 매주 일요일 오전 10:10 ~ 11:00 | 50분      |

## 방송 회차
| 회차 | 연도   | 방송일   | 제목                                              | 시청률 |
| ---- | ------ | -------- | ------------------------------------------------- | ------ |
| 1회  | 2017년 | 6월 11일 | 엘 콘도르 파사 - 자유를 향한 잉카의 노래          | 3.7%   |
| 2회  | 2017년 | 6월 18일 | 베르디 오페라 - 시대를 노래하다                   | 2.3%   |
| 3회  | 2017년 | 7월 2일  | 포르투갈 파두 - 세상의 끝에서 운명을 노래하다     | 2.7%   |
| 4회  | 2017년 | 7월 9일  | 아이리시 음악 - 살아있는 시간의 노래              | 2.8%   |
| 5회  | 2017년 | 7월 16일 | 쿠바 쏜 - 매혹의 카리브 리듬                      | 2.9%   |
| 6회  | 2017년 | 7월 23일 | 그리스의 연가 - 렘베티카                          | 3.2%   |
| 7회  | 2017년 | 7월 30일 | 자연과 삶의 갈채를... - 알프스 요들               | 3.6%   |
| 8회  | 2017년 | 8월 6일  | 드보르작 - 꿈속의 고향, 보헤미아                  | 3.0%   |
| 9회  | 2017년 | 8월 13일 | 흐르는 강물처럼 춤추고 노래했네 - 헝가리 낭만기행 | 2.6%   |
| 10회 | 2017년 | 8월 20일 | 내 사랑을 드립니다 - 타이완 덩리쥔                | 3.5%   |
| 11회 | 2017년 | 8월 27일 | 스페셜 편                                         | 3.3%   |
| 12회 | 2017년 | 9월 3일  | 스페셜 편                                         | 3.0%   |